# Thrombozytopenie mit kongenitaler dyserythropoetischer Anämie
Die Thrombozytopenie mit kongenitaler dyserythropoetischer Anämie ist eine zur Gruppe der Makrothrombozytopenien gehörige Form der angeborenen Thrombozytopenie mit Auftreten von Riesen-Thrombozyten und kongenitaler dyserythropoetischer Anämie (CDA).
Synonyme sind: X-chromosomale Thrombozytopenie mit CDA; X-chromosomale kongenitale dyserythropoetische Anämie mit Thrombozytopenie; XDAT
Die Erstbeschreibung durch die US-amerikanischen Ärzte Kim E. Nichols und Mitarbeiter stammt aus dem Jahre 2000.

## Verbreitung
Die Häufigkeit wird mit unter 1 zu 1.000.000 angegeben, mindestens 3 Familien wurden bislang beschrieben. Die Vererbung erfolgt X-chromosomal-rezessiv.

## Ursache
Der Erkrankung liegen Mutationen im GATA1-Gen auf dem X-Chromosom Genort p11.23 zugrunde, welches den an der Bildung von Erythrozyten und Megakaryozyten beteiligten Transkriptionsfaktor GATA1 kodiert.

## Klinische Erscheinungen
Klinische Kriterien sind:
- meist das männliche Geschlecht betroffen, heterozygote Frauen haben keine oder nur milde Symptome
- Thrombozytopenie mit Blutungsneigung bereits im Säuglings- oder gar Neugeborenenalter, Nasenbluten, Blutergüsse
- gering ausgeprägte Anämie
- Splenomegalie

mitunter kann ein Kryptorchismus hinzukommen.

## Diagnose
Die Diagnose basiert auf Familienanamnese und Laborbefunden mit Thrombozytopenie, seltener Anämie, abnorme Größe der Erythrozyten und wird durch humangenetische Untersuchung bestätigt.

## Differentialdiagnose
Abzugrenzen sind:
- Myelodysplastisches Syndrom
- Thalassämie
- Morbus Meulengracht
- Kugelzellenanämie
- Vitamin-B12-Mangel
- Folsäuremangel
- Eisenmangel
- AIDS
- Malaria
- Leishmaniose
- Wiskott-Aldrich-Syndrom

## Behandlung
Je nach Ausmaß der Symptome kann eine Behandlung mit Transfusionen oder Gabe von Desmopressin hilfreich sein.

## Prognose
Die Prognose hängt vom Schweregrad der Erkrankung ab.